# Venezillo walkeri
Venezillo walkeri là một loài chân đều trong họ Armadillidae. Loài này được Pearse miêu tả khoa học năm 1911.